# وارتوهی وارطانیان

وارتوهی وارطانیان (به ارمنی: Վարդուհի Վարդանյան) بانوی خواننده موسیقی سبک پاپ اهل جمهوری ارمنستان بود. وی به مدت ۱۲ سال در عرصه موسیقی ارمنستان فعالیت داشت.

## زندگی‌نامه
وارتوهی وارطانیان در ۲۶ ژوئیه ۱۹۷۶ در شهر ایروان پایتخت جمهوری ارمنستان متولد شد. وی در روز یکشنبه ۱۵ اکتبر ۲۰۰۶ هنگامی که به شهر ایروان بازمی‌گشت در بزرگراه سوان-مارتونی بر اثر یک سانحه رانندگی در سن ۳۰ سالگی درگذشت.
وی در طی سال‌های ۹۹–۱۹۹۴ در دانشگاه زبان‌های خارجی ارمنستان مشغول به تحصیل بود. در سال ۱۹۹۴ به همراه گروه "Jazz-pop" در "رقابت‌های بین‌المللی اسوردلوفسک" شرکت نمود و برندهٔ جایزهٔ "Grand Prix" شد. وی اولین آلبوم خویش را در سال ۲۰۰۳ با نام "بی‌نظمی" روانهٔ بازار نمود. وی همچنین اجراهای دو صدایی "Duet" با سایر خوانندگان ارمنی از جمله "آنا خاچاطوریان"، "آرمینه ناهاپتیان" و "سوفی مخویان" داشت. وی در حال تهیهٔ دومین آلبوم خود بود که سانحهٔ تصادف، رشتهٔ زندگی‌اش را از هم گسست.

## آلبوم‌ها
- “Kharnashpot” 2003 (Disarray)